# Geaya goodnighti
Geaya goodnighti is een hooiwagen uit de familie Sclerosomatidae.